# Безсмертні (роман Якобсона)
«Безсмертні» (швед. De odödliga) — науково-фантастичний роман шведського письменника Ларса Якобсона, виданий 2015 року. Роман розповідає про людину на ім'я Марк Руфус, який через вплив радіації отримав вічне життя та тіло, яке здатне до самовідновлення у разі травм. Разом з іншими людьми з аналогічними здібностями він безжально використовується у віддаленому майбутньому.
При написанні свого роману Ларс Якобсон частково надихався романом Хорхе Луїса Борхеса «Безсмертний». Як і в романі Борхеса, м'я головного героя в «Безсмертних» натякає на римського солдата Марка Фламінія Руфуса.

## Відгуки
Хакан Ліндгрен з Göteborgs-Posten тк охарактеризував роман:
|  | Кожен, хто раніше читав Якобсона, визнає його інтерес до наукової фантастики та популярної культури США: місце, де уява може почати зростати. Ви також знаєте [й про] його прихильність до певного різновиду техніки розповіді, яка покликана нагадувати вам, що ви читаєте текст, нагадувати вам, що тексти створюються іншими текстами, й нагадувати вам, що автор не має наївних уявлень про свою літературну оповідь. ... Я вважаю, що подібні манери — це те, що найбільше [виглядає] застарілим в очах майбутніх читачів. |

Ліндгрен так висловився про опис майбутнього у другій половині книги:
|  | Зараз суспільство матріархальне, але типовим для песимістичного світогляду Якобсона є те, що нічого не стало кращим чи справедливішим. Їх технологічний рівень — це поєднання відкритого вогню, шкіри та дирижаблів, що змушує мене асоціюватися з картинами Одда Нердрума. ... [Якобсон] не підводить своїх читачів до будь-якої ідеї чи почуття моралі, але я [з] цього [приводу] не засмучуюся. Інструмент — важкий, переконливий, сумний настрій роману. |

Марія Еренберг у Крістіанштадсбладеті написала:
|  | Якобсон вирізняється описом брудних, пошарпаних космічних кораблів, деградованих планет, поважних цивілізацій. Порожнечею та вразливістю. ... Це просто ще одна захоплююча, ухильна книга написана Якобсонои. Не безсмертний, можливо, але майже. |

Читачів християнської культури представляв літературознавець та автор Йозефін Голмстрьом:
|  | Давно [вже] минув [той час], як роман наповнив мене таким ... так, що це? Страх? Крижаність? Небезпека? Ларс Якобсон намалював всесвіт, здавалося б, без Бога, місце, яке просто продовжується й продовжується. ... Безсмертя Борхеса та Якобсона — це темний образ чи інверсія новозавітного образу небесного безсмертя, вічності в присутності Бога. Таким чином вони також стають ілюстраціями пекла, яке частково не має сенсу. ... Безсмертні — це дуже атеїстична, або дуже біблійна книга — це залежить від читача. Однак, це роман, який слід читати в богословських коледжах по всій країні. |